# Педра-Бонита
Педра-Бонита (порт. Pedra Bonita) — муниципалитет в Бразилии, входит в штат Минас-Жерайс. Составная часть мезорегиона Зона-да-Мата. Находится в составе крупной городской агломерации. Входит в экономико-статистический микрорегион Маньюасу. Население составляет 6733 человека на 2006 год. Занимает площадь 163,504 км². Плотность населения — 41,2 чел./км².

## История
Город основан 21 декабря 1995 года. 

## Статистика
- Валовой внутренний продукт на 2003 год составляет 16 127 622,00 реалов (данные: Бразильский институт географии и статистики).
- Валовой внутренний продукт на душу населения на 2003 год составляет 2478,88 реалов (данные: Бразильский институт географии и статистики).
- Индекс развития человеческого потенциала на 2000 год составляет 0,685 (данные: Программа развития ООН).